# Державний академічний театр опери та балету Монголії
Державний академічний театр опери та балету Монголії (спрощена ужиткова назва Улан-Баторський оперний театр) — театр опери та балету в столиці Монголії місті Улан-Баторі (єдиний у країні).
Будинок театру розташований у престижному районі монгольської столиці — районі площі Сухе-Батора, за адресою:
пл. Сухе-Батора, буд. 7, м. Улан-Батор (Монголія).

## Про Улан-Баторську оперу: історія і репертуар
Першим театром у сучасній Монголії стала Народна сцена, що запрацювала у 1927 році. Вже за 4 роки (1931) в Улан-Баторі був започаткований перший професійний монгольський театр — Національний Центральний Театр.
Власне оперний театр у монгольській столиці був урочисто відкритий 15 травня 1963 року, а от перша вистава на його сцені — прем'єра опери «Євгеній Онєгін» Петра Чайковського відбулася за три дні — 18 травня 1963 року.
Загалом за майже півстолітню історію в Улан-Баторській опері було поставлено понад 100 назв опер і балетів.
У репертуарі Улан-Баторського театру опери та балету як класичні, так і національні опери, балети, оркестрові концерти. Заклад по праву пишається своїми постановками опер: «Чіо Чіо Сан», «Тоска», «Турандот», «Богема» Пуччіні, «Отелло», «Травіата», «Трубадур», «Ріголетто» Верді, «Кармен» Бізе та «Три драми» Дамдінсюрена, «Хара Хорум» Лувсаншарава, «Сльози лами» Білег'ярґала, «Втрачена віра» Нацагдоржа, «Чингізхан» Шарава, та балетами: «Дон Кіхот», «Баядера» Чайковського, «Гора скарбів» Ханґала, «Між пагорбів журби» Менд-Амара тощо.

## Цікаве про Улан-Баторську оперу
- Кожен театральний сезон в Улан-Баторському оперному театрі за традицією починається й завершується показом опери «Біля трьох пагорбів» за драмою класика монгольської літератури Нацагдоржа.
- Під час першого державного візиту Президента України Леоніда Кравчука до Монголії 1993 року на сцені Улан-Баторської опери було дано святковий концерт, де серед інших номерів був гопак, який виконували монгольські танцюристи в українських національних костюмах.